# Iglesia de San Julián de Vilatorta
La iglesia de San Julián de Vilatorta es una obra del municipio catalán de San Julián de Vilatorta (Osona) incluida en el Inventario del Patrimonio Arquitectónico de Cataluña.

## Descripción
Se trata de un edificio religioso: una iglesia de una sola nave con capillas laterales a partir del presbiterio. La nave está cubierta con bóvedas de cañón y dividida en tres tramos marcados por molduras y en el cabezal hay óculos que dan luz al templo. A los pies hay el coro con otro óculo. La nave central se comunica con las laterales con columnas adosadas a pilares que sostienen arcos de medio punto. Las naves laterales están divididas en tramos y las bóvedas son nervadas de forma cuatripartita con un medallón en el centro.
Desde fuera se observa el ábside en la cara este, con arquerías y lesenas lombardas estucadas y retocadas. Es visiblemente sobre alzado y en la parte superior se abren unos óculos que dan a la parte norte, que queda enmedio de casas, donde se eleva un campanario de torre cubierto de forma piramidal con baldosas vidriadas verdes. El cabezal de la fachada es sinuoso, el portal es de arco de medio punto, inscrito dentro de un rectángulo, y encima se abre una hornacina con la imagen de San Julián mártir.
En la capilla lateral izquierda, se encuentra un retablo del Roser del siglo XVIII de estilo barroco hecho por Segimon Pujol cómo también el altar del Roser del siglo XVII de J.Albanell y P.Costa. También encontramos un retablo de San Isidro de estilo barroco y de Salvador del siglo XVII de Ballester, Colobrans y Tor.
Situado en el ábside, hay el retablo Mayor del siglo XVII/XVIII de B. Ballester y S.Colobrans.
En la capilla izquierda hay el altar de San Miguel del siglo XVII/XIX de B. Ballester.

## Historia
La iglesia fue consagrada por el obispo Idalguer en torno al 910, los vecinos la reedificaren a mediados del siglo XI. De esta época se conserva parte del ábside.
La iglesia ha sufrido modificaciones sucesivas como lo demuestra su estilo ecléctico y las diversas fechas constructivas que se encuentran en el mismo edificio: 1553, en la clave de bóveda de la capilla lateral; 1682 en una lápida del muro norte, que responde a modificaciones generales y otras fechas más tardías ya del siglo XIX.
En el año 1936 se anexiona una capilla construida en el siglo anterior a la parte sur del templo.